# Talbot-Gletscher
Der Talbot-Gletscher ist ein Gletscher an der Danco-Küste des Grahamlands auf der Antarktischen Halbinsel. Er fließt in nördlicher Richtung zum Étienne-Fjord, einem Seitenarm der Flandernbucht.
Teilnehmer der Belgica-Expedition (1897–1899) unter der Leitung des belgischen Polarforschers Adrien de Gerlache de Gomery kartierten ihn. Das UK Antarctic Place-Names Committee benannte ihn 1960 nach dem britischen Fotografiepionier William Henry Fox Talbot (1800–1877), dem Erfinder des Negativ-Positiv-Verfahrens.